# NGC 3612
NGC 3612 је спирална галаксија у сазвежђу Лав која се налази на NGC листи објеката дубоког неба.
Деклинација објекта је + 26° 37' 14" а ректасцензија 11h 18m 14,7s. Привидна величина (магнитуда) објекта NGC 3612 износи 14,2 а фотографска магнитуда 14,9. NGC 3612 је још познат и под ознакама UGC 6321, MCG 5-27-51, CGCG 156-56, PGC 34546.